# Вакар, Виктор Модестович
Виктор Модестович Вакар (1853—1930) —  русский судебный и общественный деятель. Действительный статский советник (1904).  Почётный мировой судья (1904).

## Биография
Родился в 1853 году в семье генерал-майора Модеста Алексеевича Вакара и Надежды Платоновны Скоробогатовой.
Служил по ведомству Министерства юстиции. После производства в губернские секретари с 1877 года служил судебным следователем 2-го участка  Тамбовского  судебного округа.
С 1882 года служил помощником, а затем с 1887 года участковым мировым судьёй 9-го участка Киевского судебного округа. В 1891 году произведён в надворные советники, в 1896 году — в коллежские советники, в 1899 году — в статские советники.
С 1904 года назначен постоянным членом Киевского Съезда мировых судей, почётным мировым судьёй. В этом же году произведён в действительные статские советники. До 1917 года являлся также членом Совета Киевского благотворительного общества и попечителем лечебных заведений города Киева.
В. М. Вакар был женат на Анне Эрзамовне Стоговой, дочери полковника и писателя Эразма Ивановича Стогова. Её сестра Инна, была матерью  известной поэтессы Анны Андреевны Ахматовой, с которой она приезжала к ним в гости.
С 1917 года — в отставке, после 1917 года вместе с женой жил на своей усадьбе, занимаясь сельским хозяйством:
«Благодаря революционным заслугам  Владимира Вакара после 1917-го года к его родителям — Анне Эразмовне, урожденной Стоговой, и Виктору Модестовичу Вакару — в Слободке-Шелеховской, где у них была родовая усадьба отнеслись благосклонно: выдали „охранную грамоту“, не преследовали как „эксплуататорский класс“. Правда, уплотнили: переселили в домик поменьше, у леса, а тот, что побольше, на шесть комнат, реквизировали под правление новосозданного колхоза. В этом маленьком домике в 1925 году поселилась вместе с сестрой Анной и её мужем и мать Анны Андреевны — Инна Эразмовна Горенко».
Умер в 1930 году в Киеве.

## Награды
- Орден Святого Станислава 2 степени (1890 года);
- Орден Святой Анны 2 степени (1901 года);
- Орден Святого Владимира 3 степени (1912 года)

## Семейная связь
Дети:
- Анатолий (1876-1917) – член Киевского хирургического общества, военный врач, участник  Русско-японской и  Первой мировой  войн.  В первой половине 1890-х годов  был участником ученического марксистского кружка в 1-й Киевской гимназии, позднее был видным участником студенческого движения. По окончании в 1902 году медицинского факультета состоял младшим врачом крепостного пехотного полка крепости Осовец, затем 175-го пехотного полка, стоявшего в Умани, Киевской губернии.  Покончил жизнь самоубийством;
- Владимир (1878-1926) –  адвокат, известный революционный и общественный  деятель.

Братья сестры:
- Василий (1853-1914) —  действительный статский советник, депутат  Государственной думы;
- Платон (1853-1928) —  действительный статский советник, государственный и общественный деятель;
- Анатолий (1856-1911) — статский советник, был председатель Прокуратории Царства Польского, его сыновьями были известный польский экономист Вакар (Wakar) Алексы и профессор Борис Анатольевич Вакар;
- Николай;
- Мария — была замужем за Петром Александровичем Беклемишевым, его брат   Беклемишев Владимир Александрович, был известным скульптором.